# Article 13 de la Constitution de la Cinquième République française
Article 12 Article 14
L'article 13 de la Constitution de la Ve République dispose que le président de la République signe les ordonnances et décrets délibérés en Conseil des ministres, et qu'il nomme aux emplois civils et militaires de l'État. 
Certaines nominations doivent être faites en Conseil des ministres, d'autres doivent être validées par la commission compétente à l'Assemblée nationale et au Sénat.

## Texte
« Le Président de la République signe les ordonnances et les décrets délibérés en Conseil des ministres.

Il nomme aux emplois civils et militaires de l'État.
Les conseillers d'État, le grand chancelier de la Légion d'honneur, les ambassadeurs et envoyés extraordinaires, les conseillers maîtres à la Cour des comptes, les préfets, les représentants de l'État dans les collectivités d'outre-mer régies par l'article 74 et en Nouvelle-Calédonie, les officiers généraux, les recteurs des académies, les directeurs des administrations centrales, sont nommés en Conseil des ministres.
Une loi organique détermine les autres emplois auxquels il est pourvu en conseil des ministres ainsi que les conditions dans lesquelles le pouvoir de nomination du Président de la République peut être par lui délégué pour être exercé en son nom.

Une loi organique détermine les emplois ou fonctions, autres que ceux mentionnés au troisième alinéa, pour lesquels, en raison de leur importance pour la garantie des droits et libertés ou la vie économique et sociale de la Nation, le pouvoir de nomination du Président de la République s'exerce après avis public de la commission permanente compétente de chaque assemblée. Le Président de la République ne peut procéder à une nomination lorsque l'addition des votes négatifs dans chaque commission représente au moins trois cinquièmes des suffrages exprimés au sein des deux commissions. La loi détermine les commissions permanentes compétentes selon les emplois ou fonctions concernés. »
— Article 13 de la Constitution
Le dernier alinéa a été introduit par la révision constitutionnelle du 23 juillet 2008.

## Pratique

### La signature des ordonnances par le Président de la République
L’article 13 disposant que « le Président de la République signe les ordonnances », la question s’est posée de savoir s'il s'agissait ou non une compétence liée : le Président est-il tenu de signer les ordonnances, ou peut-il exercer un veto en refusant de le faire ? Ainsi, en 1986, dans le cadre de la première cohabitation, François Mitterrand a refusé de signer trois ordonnances, déclenchant une controverse constitutionnelle à ce propos.

### Le pouvoir réglementaire exercé par le Conseil des ministres
L'article 21 de la Constitution confère au Premier ministre une compétence générale de principe dans l'exercice du pouvoir réglementaire tandis que le Président de la République ne dispose en principe d'un pouvoir réglementaire que pour les textes pris en Conseil des ministres.
Dans la pratique, toutefois, des décrets importants sont pris en Conseil des ministres, c'est-à-dire avec la signature du Président. Or, selon l'arrêt Meyet du Conseil d'État de 1992, le Président de la République est le seul habilité à modifier un tel décret, sauf si ce dernier prévoit la possibilité de sa propre modification par un décret simple du Premier ministre ou un décret en Conseil d'État.
Enfin, il n'existe pas de définition juridique exhaustive des décrets qui sont pris en Conseil des ministres ou qui ne le sont pas : ce sont les textes réglementaires, législatifs ou constitutionnels qui précisent si un texte est ou non pris en Conseil des ministres,.

### Les nominations en Conseil des ministres
Selon l’ordonnance  du 28 novembre 1958 portant loi organique concernant les nominations aux emplois civils et militaires de l’État, qui applique le quatrième alinéa de l'article 13, outre les emplois visés au troisième alinéa de l’article 13 de la Constitution, il est pourvu en Conseil des ministres :
- à l’emploi de procureur général près la Cour des comptes ;
- aux emplois de direction dans les établissements publics, les entreprises publiques et les sociétés nationales quand leur importance justifie inscription sur une liste dressée par décret en Conseil des ministres[4] ;
- aux emplois pour lesquels cette procédure est actuellement prévue par une disposition législative ou réglementaire particulière[5].

Les emplois de procureur général près la Cour de cassation et de procureur général près une cour d'appel étaient concernés par cette procédure entre 1992 et 2016.
Le 6 août 1985, la liste des emplois auxquels peut nommer le Président de la République en Conseil des ministres a été allongée par décret (comme le permettait l'ordonnance du 28 novembre 1958), dans la perspective d'une future cohabitation.

### Les nominations par décret du Président de la République
Selon l’ordonnance  du 28 novembre 1958 portant loi organique concernant les nominations aux emplois civils et militaires de l’État, sont nommés par décret du Président de la République :
- les membres du Conseil d’État et de la Cour des comptes (hormis donc les conseillers d’État et les conseillers maîtres de la Cour des comptes, nommés en conseil des ministres) ;
- les magistrats de l'ordre judiciaire ;
- les professeurs de l'enseignement supérieur, les officiers des armées de terre, de mer, de l'air et de la gendarmerie ;
- à leur entrée dans leurs corps respectifs, les membres des corps dont le recrutement est normalement assuré par l'école nationale d'administration, les membres du corps préfectoral, les ingénieurs des corps techniques dont le recrutement est en partie assuré conformément au tableau de classement de sortie de l'école polytechnique[8].

### Le contrôle des nominations par les commissions parlementaires
La constitution prévoit que la procédure de contrôle des nominations s'applique aux 
- membres du Conseil constitutionnel (Article 56 de la Constitution)
- membres du Conseil supérieur de la magistrature (Article 65 de la Constitution)
- Défenseur des droits (Article 71-1 de la Constitution)

Dans les deux premiers cas, les nominations effectuées par le président de chaque assemblée du Parlement, qui ne sont donc pas des nominations du chef de l’État en application de l'article 13, sont soumises au seul avis de la commission permanente compétente de l'assemblée intéressée.
La loi organique et la loi ordinaire prévues par le cinquième alinéa sont promulguées le 23 juillet 2010. Selon ces textes, sont concernés par la procédure en septembre 2017, les emplois suivants (en général des postes de direction au sein d'entreprises publiques, établissements publics ou autorités administratives indépendantes) :
- Président-directeur général d’Aéroports de Paris
- Président du conseil d'administration de l’Agence de financement des infrastructures de transport de France
- Directeur général de l'Agence française de développement
- Président du conseil d'administration de l’Agence française pour la biodiversité
- Président du conseil d'administration de l’Agence de l'environnement et de la maîtrise de l'énergie
- Directeur général de l'Agence nationale pour la gestion des déchets radioactifs
- Directeur général de l'Agence nationale pour la rénovation urbaine
- Président de l'Autorité de la concurrence
- Président de l'Autorité de contrôle des nuisances aéroportuaires
- Président de l'Autorité des marchés financiers
- Président de l'Autorité des normes comptables
- Président de l'Autorité de régulation des activités ferroviaires et routières
- Président de l'Autorité de régulation des communications électroniques et des postes
- Président de l'Autorité de régulation des jeux en ligne
- Président de l'Autorité de sûreté nucléaire
- Gouverneur de la Banque de France
- Directeur général de la Caisse des dépôts et consignations
- Président du conseil d'administration du Centre national d'études spatiales
- Président du Centre national de la recherche scientifique
- Président du Comité consultatif national d'éthique
- Administrateur général du Commissariat à l'énergie atomique et aux énergies alternatives
- Président du collège de la Commission de régulation de l'énergie
- Président de la Commission du secret de la Défense nationale
- Président de la Commission nationale de contrôle des techniques de renseignement
- Président de la Commission nationale des comptes de campagne et des financements politiques
- Président de la Commission nationale de l'informatique et des libertés
- Président de la Commission nationale du débat public
- Président de la Commission prévue au dernier alinéa de l'article 25 de la Constitution
- Président du directoire du la Compagnie nationale du Rhône
- Président du Conseil supérieur de l'audiovisuel
- Président de la Compagnie nationale du Rhône
- Contrôleur général des lieux de privation de liberté
- Président-directeur général d'Électricité de France
- Président-directeur général de la Française des jeux
- Président du Haut Conseil des biotechnologies
- Président du Haut Conseil du commissariat aux comptes
- Président du collège du Haut Conseil de l'évaluation de la recherche et de l'enseignement supérieur
- Président de la Haute Autorité pour la transparence de la vie publique
- Président du collège de la Haute Autorité de santé
- Président de l'Institut national de la recherche agronomique
- Président de l'Institut national de la santé et de la recherche médicale
- Directeur général de l'Institut de radioprotection et de sûreté nucléaire
- Directeur général de Pôle emploi
- Médiateur du crédit aux candidats et aux partis politiques
- Président-directeur général de Météo-France
- Directeur général de l'Office français de protection des réfugiés et apatrides
- Directeur général de l'Office national des forêts
- Directeur général de Bpifrance
- Directeur du conseil d'administration de La Poste
- Président-directeur général de la Régie autonome des transports parisiens
- Présidence du conseil de surveillance, président du directoire et président délégué du directoire de la Société nationale des chemins de fer français
- Président du conseil d'administration de Voies navigables de France

Les présidents des sociétés de l'audiovisuel public étaient également concernés entre 2009 et 2013.
Pour ces votes, le scrutin doit être dépouillé au même moment dans les deux assemblées.
Un premier vote négatif est enregistré en janvier 2015 avec le rejet par la Commission des lois de la nomination de Fabrice Hourquebie (proposée par le président de l'Assemblée nationale Claude Bartolone) au Conseil supérieur de la magistrature, qui n'a obtenu que neuf voix en sa faveur contre seize opposées.